# Sinfonia n. 4 (Bruckner)
La Sinfonia n. 4 in mi bemolle maggiore, anche nota come Romantica, è una composizione di Anton Bruckner.
È una delle opere più famose del compositore insieme alla 7ª e 8^ sinfonia. Fu scritta nel 1874 e revisionata diverse volte fino al 1888. Bruckner la dedicò al Principe Costantino di Hohenlohe-Schillingsfürst. 
Ebbe la prima con grande successo a Vienna nel 1881, con Hans Richter come direttore d'orchestra.
Il soprannome della sinfonia fu usato dal compositore stesso. In quel periodo il movimento Romantico era all'apice nelle arti come rappresentato, tra l'altro, nelle opere Lohengrin e Siegfried di Richard Wagner.

## Storia

### Versioni
Dal 1930 gli studiosi di Bruckner hanno generalmente riconosciuto tre versioni principali della Quarta Sinfonia, ma due di esse esistono in più di una forma:
- Versione I: 1874
- Versione II: 1878-1886 (o, forse, 1876-1886)
- Versione III: 1887-1888

Sono state identificate almeno sette versioni e revisioni autentiche della Quarta Sinfonia.

#### Versione del 1874
La versione originale della sinfonia, pubblicata nel 1975 in un'edizione di Leopold Nowak, fu composta dal 2 gennaio al 22 novembre 1874. Questa prima versione non fu né eseguita né pubblicata durante la vita del compositore, sebbene lo Scherzo venne eseguito a Linz il 12 dicembre 1909. La prima performance completa fu data a Linz più di un secolo dalla composizione il 20 settembre 1975 dai Münchner Philharmoniker diretti da Kurt Wöss.
Rispetto alle successive versioni, questa versione presenta un maggior colore strumentale (uso più ampio dei legni e dei corni) e una più grande complessità contrappuntistica e ritmica, tra cui, oltre al ritmo bruckneriano « 2 + 3 », l'utilizzo della quintina.

#### Versione del 1878
Quando completò la versione originale della sinfonia, Bruckner si dedicò alla composizione della Quinta Sinfonia. Quando completò quel pezzo riprese il lavoro sulla Quarta, anche se è possibile che abbia apportato alcune revisioni a quest'ultima nel 1876 o nel 1877. Tra il 18 gennaio e il 30 settembre 1878 rielaborò a fondo i primi due movimenti e sostituì il finale originale con un nuovo movimento dal titolo Volksfest ("Festival popolare"). Questo finale della Volksfest venne pubblicato in appendice dall'edizione di Robert Haas del 1936 e in un'edizione separata di Leopold Nowak nel 1981.
Nel dicembre 1878 Bruckner sostituì lo Scherzo originale con un movimento completamente nuovo, che talvolta è chiamato Scherzo della "Caccia" (Jagd-Scherzo). In una lettera al critico musicale Wilhelm Tappert (ottobre 1878), Bruckner descrisse così il nuovo movimento: "[lo Scherzo] rappresenta la caccia, mentre il Trio è una danza melodica che viene suonata dai cacciatori durante il loro pasto". Il titolo originale del Trio recita: Tanzweise während der Mahlzeit auf der Jagd ("Danza melodica durante il pasto dei cacciatori").

#### Versione del 1880 (alias 1878/1880)
Dopo un periodo di quasi un anno (durante il quale compose il suo Quintetto per archi in fa maggiore), Bruckner riprese la sua Quarta Sinfonia. Tra il 19 novembre 1879 e il 5 giugno 1880 compose un nuovo finale - il terzo, sebbene condivida gran parte del suo materiale tematico con la prima versione - e scartato il finale della Volksfest. Quindi la versione del 1880 è la stessa della versione del 1878 ma con un nuovo finale. Questa fu la versione eseguita alla prima esecuzione assoluta del lavoro il 20 febbraio 1881, che fu la prima di una sinfonia di Bruckner non diretta da Bruckner stesso. Questa versione è a volte indicata come la versione 1878/80.

#### Revisione del 1881
La versione del 1881 è la stessa della versione del 1880 ma include alcune modifiche apportate dopo la prima esecuzione di quest'ultima - in particolare un taglio nel movimento lento e una rielaborazione del finale. È disponibile in un'edizione di Robert Haas, pubblicata nel 1936, basata sul manoscritto di Bruckner nella Biblioteca Nazionale Austriaca.

#### Revisione del 1886
La versione del 1886 è la stessa della versione del 1881 ma include una serie di modifiche apportate da Bruckner mentre preparava una partitura della sinfonia per Anton Seidl, che lo portò con sé a New York. Questa versione venne pubblicata in un'edizione di Nowak nel 1953, basata sulla partitura del copione originale, che fu riscoperta nel 1952 e ora è nella collezione della Columbia University. Nel titolo della pubblicazione di Nowak, venne descritta confusamente come la "versione 1878-1880". Fu eseguito a New York da Seidl il 4 aprile 1888.

#### Versione 1887/1888
Con l'aiuto di Ferdinand Löwe e probabilmente anche di Franz e Joseph Schalk, Bruckner revisionò completamente la sinfonia nel 1887-1888 con l'intenzione di farla pubblicare. Sebbene Löwe e gli Schalk abbiano apportato alcune modifiche alla partitura, si pensa che vennero autorizzate da Bruckner. Questa versione fu eseguita per la prima volta dai Wiener Philharmoniker diretti da Hans Richter a Vienna il 20 gennaio 1888.
L'unico manoscritto sopravvissuto che registra il processo compositivo di questa versione è lo Stichvorlage, ovvero la copia della partitura dell'incisore, che venne preparata per l'editore della sinfonia Alfred J. Gutmann di Vienna. Lo Stichvorlage fu scritto da tre copisti principali di cui non si conosce l'identità - ma è possibile che non fossero altri che Löwe e i due Schalk. Un copista copiò il 1° e il 4° movimento; gli altri copiarono uno dei movimenti interni. Alcuni segni dei tempi e delle espressioni vennero aggiunti da una quarta mano; questi potrebbero essere stati inseriti da Hans Richter durante le prove, o anche dallo stesso Bruckner. Lo Stichvorlage è ora in una collezione privata inaccessibile a Vienna; tuttavia, esiste una serie di fotografie in bianco e nero di tutto il manoscritto nella Wiener Stadtbibliothek (A-Wst M.H. 9098/c).

#### Revisione del 1888
Nel febbraio del 1888, Bruckner fece ampie revisioni a tutti e quattro i movimenti dopo aver ascoltato la prima della versione del 1887 il mese precedente. Queste modifiche furono inserite dalla stessa mano di Bruckner nello Stichvorlage, che poi datò. Lo Stichvorlage fu inviato alla ditta viennese di Albert J. Gutmann tra il 15 maggio e il 20 giugno 1888. La partitura venne pubblicata da Gutmann nel settembre 1889. Questa fu la prima edizione della sinfonia che venne pubblicata col compositore in vita. Nel 1890 Gutmann pubblicò un testo corretto di quest'edizione, che correggeva una serie di errori di stampa.
La versione del 1888 viene a volte indicata dagli studiosi di Bruckner come la "versione rivista".

#### Riorchestrazione Mahler
Gustav Mahler fece un arrangiamento della versione del 1888 che è pesantemente tagliata e riorchestrata. È disponibile in una registrazione di Gennadij Nikolaevič Roždestvenskij.
La seguente tabella riassume i dettagli delle diverse versioni.
| Anno | Designazione comune | Korstvedt | Redlich | Cooke            | Altra designazione                                     | Fonte                                                           | Edizioni stampate                                  |
| ---- | ------------------- | --------- | ------- | ---------------- | ------------------------------------------------------ | --------------------------------------------------------------- | -------------------------------------------------- |
| 1874 | I                   | I         | I       | –                | Versione originale Urfassung                           | –                                                               | Nowak 1975                                         |
| 1878 | II                  | IIa       | II      | –                | Versione Volksfest                                     | –                                                               | Haas 1936 Haas 1944 Nowak 1981 (Finale)            |
| 1880 | II                  | IIb       | III     | Prima definitiva | Versione Vienna Versione 1878/80                       | –                                                               | Inedita                                            |
| 1881 | II                  | IIb       | III     | Prima definitiva | Versione Karlsruhe Originalfassung Versione 1878/80    | Autografo: A-Wn Mus. Hs. 19.476                                 | Haas 1936 Haas 1944                                |
| 1886 | II                  | IIb       | III     | Revisionata      | Versione New York 1878/80 Version                      | Spartito del copista: Columbia                                  | Nowak 1953                                         |
| 1887 | III                 | III       | IV      | Löwe/Schalk      | –                                                      | Stichvorlage (collezione privata) Fotografie: A-Wst M.H. 9098/c | Inedita                                            |
| 1888 | III                 | III       | IV      | Löwe/Schalk      | Versione Schalk & Löwe Endfassung Fassung letzter Hand | Stichvorlage (collezione privata) Fotografie: A-Wst M.H. 9098/c | Gutmann 1889 Wöss 1927 Redlich 1955 Korstvedt 2004 |

## Organico
2 flauti, 2 oboi, 2 clarinetti (in si bemolle), 2 fagotti, 4 corni (in fa), 3 trombe (in fa), 3 tromboni, timpani, archi
A partire dalla revisione del 1878, viene aggiunta una tuba. La pubblicazione del 1888 introduce un terzo flauto (ottavino) e i piatti.

## Struttura
La sinfonia ha quattro movimenti:
- 1^ versione (1874)

1. Allegro (in mi bemolle maggiore)
2. Andante quasi Allegretto (in do minore)
3. Scherzo. Sehr schnell; Trio. Im gleichen Tempo (in si bemolle maggiore)
4. Finale. Allegro moderato (in mi bemolle maggiore)

Queste indicazioni di tempo sono della versione del 1880. La versione del 1888, curata da Benjamin Korstvedt nel Gesamtausgabe (Riga IV Parte 3), ha un'indicazione leggermente differente, più i segni del metronomo.
1. Bewegt, nicht zu schnell (Mosso, non troppo veloce ( = 72)
2. Andante quasi Allegretto ( = 66)
3. Scherzo. Bewegt; (Mosso) Trio. Nicht zu schnell. Keinesfalls schleppend ( = 126)
4. Finale. Bewegt, doch nicht zu schnell (Mosso, ma non troppo veloce) ( = 72)

### Primo movimento
Il movimento si apre, come molte altre sinfonie di Bruckner, con un tremolo degli archi. Un richiamo del corno apre il primo gruppo tematico:
Questo porta al secondo tema del primo gruppo, una dichiarazione insistente del ritmo bruckneriano:
Come in tutte le sinfonie di Bruckner, l'esposizione contiene tre gruppi tematici. Il secondo gruppo, chiamato "Gesangsperiode" da Bruckner, è in re bemolle maggiore:
Il terzo gruppo tematico differisce tra le differenti versioni; nell'originale del 1874 si apre con una variazione sul richiamo del corno di apertura:
La versione del 1878 e le successive si aprono con una variazione del tema del ritmo bruckneriano del primo gruppo:
Lo sviluppo espansivo presenta una corale di ottoni basata sul richiamo del corno di apertura:
Esistono molte prove del fatto che Bruckner avesse in mente un programma per la Quarta Sinfonia. In una lettera al direttore d'orchestra Hermann Levi dell'8 dicembre 1884, Bruckner scrisse: "Nel primo movimento dopo una notte di sonno completa il giorno è annunciato dal corno, 2^ canzone del movimento, 3° movimento trio da caccia, intrattenimento musicale dei cacciatori nel bosco". C'è un passaggio simile in una lettera del compositore a Paul Heyse, del 22 dicembre 1890: "Nel primo movimento della Quarta Sinfonia 'Romantica' l'intenzione è quella di rappresentare il corno che proclama il giorno dal municipio! Poi la vita continua; nel Gesangsperiode [il secondo soggetto] il tema è il canto della cinciallegra [un uccello] Zizipe. Il 2° movimento: canto, preghiera, serenata. Il 3°: la caccia nel Trio come suona un organo a canna durante il pranzo di mezzogiorno nella foresta.
Oltre a questi indizi che provengono direttamente da Bruckner, il musicologo Theodor Helm ha comunicato un resoconto più dettagliato segnalato tramite il collega del compositore Bernhard Deubler: "Città medievale - Alba - La mattina richiama il suono dalle torri cittadine - Le porte si aprono - Su orgogliosi cavalli i cavalieri irrompono allo scoperto, la magia della natura li avvolge - i mormorii della foresta - il canto degli uccelli - e così l'immagine Romantica si sviluppa ulteriormente...

### Secondo movimento
Questo movimento, in do minore, inizia con una melodia sui violoncelli:
L'accompagnamento è significativamente diverso nella versione originale del 1874. Questo movimento, come la maggior parte dei movimenti lenti di Bruckner, è in forma ternaria in 5 parti (ABABA-Coda). La seconda parte (B) è più lenta della prima:

### Terzo movimento
Bruckner ricompose completamente lo Scherzo dopo la sua prima versione.

#### Prima versione (1874)
Questo Scherzo si basa principalmente su una chiamata di corno che apre il movimento:
Questo è seguito dai tremolii degli archi e una versione leggermente diversa della chiamata di corno. Alla fine si raggiunge un climax con la chiamata del corno suonata ad alta voce e sostenuta da tutta l'orchestra, che porta al Trio:

#### Seconda versione della 'Caccia' (1878)
L'autografo dello Scherzo della versione sinfonica del 1878 contiene segni come Jagdthema (tema di caccia) e Tanzweise während der Mahlzeit auf der Jagd (melodia da ballo durante la pausa pranzo durante la caccia). Questo è il più noto dello Scherzi. Si apre con chiamate triciche di corno da caccia:
Segue il Trio più melodico:

### Quarto movimento
Questo movimento ha attraversato tre versioni principali, ma va notato che la terza versione del finale corrisponde alla seconda versione principale della sinfonia nel suo complesso. Ci sono state ulteriori revisioni per la versione del 1888, ma queste ammontano a tagli e riorchestrazioni; il materiale tematico sottostante non cambia dopo il 1880. Gran parte del materiale tematico è condiviso tra diverse versioni, anche se con una semplificazione ritmica dopo il 1874. Il tema principale, in mi bemolle minore, è lo stesso in tutte e tre le versioni:

#### Prima versione (1874)
Questa versione inizia con le figure degli archi a cascata e una riapparizione della chiamata del corno che ha aperto la sinfonia, anche se per la prima volta appare sull'oboe. Questo costruisce un climax e il tema principale è dichiarato dall'orchestra completa. Il pizzicato degli archi introduce il secondo gruppo tematico, costruito su due temi. Questo gruppo è molto poliritmico, con un uso intenso di quintine. Il primo tema:
Questo gruppo ha diverse battute di 5 note invece di 8, a partire dal secondo tema:
Il terzo gruppo tematico è iniziato da una scala discendente in si minore, fornita dall'intera orchestra:
Verso la fine, ritorna il richiamo del corno che ha aperto la sinfonia, preannunciando il luminoso finale in mi bemolle maggiore della sinfonia.

#### Seconda versione 'Volksfest' (1878)
La seconda versione del movimento generalmente non viene suonata come parte della sinfonia nel suo insieme. Il soprannome, che significa "il festival della gente", viene dall'autografo di Bruckner. L'apertura del movimento e il primo gruppo tematico sono generalmente gli stessi della prima versione. Il secondo gruppo mostra differenze sostanziali nel ritmo, con i difficili quintupli sostituiti da più semplici schemi ritmici (ritmo bruckneriano "2 + 3" o "3 + 2"). Le note attuali, tralasciando le trasposizioni e le differenze nell'accompagnamento e nell'articolazione, rimangono immutate. Il primo tema:
Il secondo tema:
Il terzo gruppo tematico è di nuovo guidato da una scala discendente, con il ritmo semplificato:
Cambiamenti significativi vengono apportati alla coda, avvicinandola alla versione finale.

#### Terza versione (1881)
Questa versione ha le modifiche più sostanziali. Le figure a cascata sono cambiate e l'atmosfera generale è molto più cupa rispetto alle versioni precedenti. Dopo il primo gruppo tematico arriva il secondo gruppo modificato. Qui Bruckner ha inserito un nuovo tema che precede i due temi precedentemente visti nella versione Volksfest:
Inoltre, il terzo gruppo tematico è stato ricomposto:
Nella coda viene introdotta una corale silenziosa alla battuta 489 e, prima della perorazione (alla battuta 517), una scala ascendente - una citazione di quella prima del terzo climax nella parte 5 dell'Adagio della Quinta sinfonia.
Va notato che nella versione del 1888, la ricapitolazione inizia con il secondo gruppo tematico, tralasciando interamente il primo. [3] Non sembra esserci alcun chiaro suggerimento di un programma per questa terza versione del finale.

## Esecuzioni
Secondo Albert Speer, la sinfonia venne eseguita prima della Battaglia di Berlino, in un concerto il 12 aprile 1945. Speer scelse la sinfonia come segnale che i nazisti stavano per perdere la guerra.

## Registrazioni
Discografia selettiva
- Bruno Walter, Columbia Symphony Orchestra, Sony 515302 2 (vers. 1878/80)
- István Kertész, London Symphony Orchestra, BBC Legends BBCL4264-2 (vers. 1878/80)
- Karl Böhm, Wiener Philharmoniker, Decca The Originals 475 8403DOR (vers. 1878/80)
- Klaus Tennstedt, Berliner Philharmoniker, Testament SBT2 1448 (vers. 1880)
- Günter Wand, Berliner Philharmoniker, RCA Victor Red Seal 09026 68839-2 (vers. 1878/80)
- Christian Thielemann, Münchner Philharmoniker, C Major 701908 (vers. 1880/81) (DVD)
- Nikolaus Harnoncourt, Orchestra reale del Concertgebouw, Warner Elatus 2564 60129-2 (vers. 1878/80)
- Mariss Jansons, Orchestra reale del Concertgebouw, RCO Live RCO09002 (ed. Nowak 1880)